# Verteidigungsminister der Vereinigten Staaten
Als Secretary of Defense (SecDef, deutsch „Verteidigungsminister“) wird in den Vereinigten Staaten der Leiter des Verteidigungsministeriums der Vereinigten Staaten (United States Department of Defense) bezeichnet. Das Amt entspricht dem, was in den meisten Ländern als Verteidigungsminister bezeichnet wird. Als ein Vorläufer kann das Amt des Kriegsministers (Secretary of War) angesehen werden.

## Liste der Verteidigungsminister
| Nr.     | Bild | Name                          | Amtszeit                               | unter US-Präsident                 |
| ------- | ---- | ----------------------------- | -------------------------------------- | ---------------------------------- |
| 1       |      | James V. Forrestal            | 17. September 1947– 28. März 1949      | Harry S. Truman                    |
| 2       |      | Louis A. Johnson              | 28. März 1949– 19. September 1950      | Harry S. Truman                    |
| 3       |      | George C. Marshall            | 21. September 1950– 12. September 1951 | Harry S. Truman                    |
| 4       |      | Robert A. Lovett              | 17. September 1951– 20. Januar 1953    | Harry S. Truman                    |
| 5       |      | Charles E. Wilson             | 28. Januar 1953– 8. Oktober 1957       | Dwight D. Eisenhower               |
| 6       |      | Neil H. McElroy               | 9. Oktober 1957– 1. Dezember 1959      | Dwight D. Eisenhower               |
| 7       |      | Thomas S. Gates               | 2. Dezember 1959– 20. Januar 1961      | Dwight D. Eisenhower               |
| 8       |      | Robert McNamara               | 21. Januar 1961– 29. Februar 1968      | John F. Kennedy, Lyndon B. Johnson |
| 9       |      | Clark M. Clifford             | 1. März 1968– 20. Januar 1969          | Lyndon B. Johnson                  |
| 10      |      | Melvin R. Laird               | 22. Januar 1969– 29. Januar 1973       | Richard Nixon                      |
| 11      |      | Elliot L. Richardson          | 30. Januar 1973– 24. Mai 1973          | Richard Nixon                      |
| interim |      | Bill Clements                 | 24. Mai 1973– 2. Juli 1973             | Richard Nixon                      |
| 12      |      | James R. Schlesinger          | 2. Juli 1973– 19. November 1975        | Richard Nixon, Gerald Ford         |
| 13      |      | Donald Rumsfeld (1. Amtszeit) | 20. November 1975– 20. Januar 1977     | Gerald Ford                        |
| 14      |      | Harold Brown                  | 21. Januar 1977– 20. Januar 1981       | Jimmy Carter                       |
| 15      |      | Caspar Weinberger             | 21. Januar 1981– 23. November 1987     | Ronald Reagan                      |
| 16      |      | Frank Carlucci                | 23. November 1987– 20. Januar 1989     | Ronald Reagan                      |
| interim |      | William Howard Taft IV        | 20. Januar 1989– 21. März 1989         | George H. W. Bush                  |
| 17      |      | Dick Cheney                   | 21. März 1989– 20. Januar 1993         | George H. W. Bush                  |
| 18      |      | Leslie Aspin                  | 21. Januar 1993– 3. Februar 1994       | Bill Clinton                       |
| 19      |      | William Perry                 | 3. Februar 1994– 23. Januar 1997       | Bill Clinton                       |
| 20      |      | William Cohen                 | 23. Januar 1997– 20. Januar 2001       | Bill Clinton                       |
| 21      |      | Donald Rumsfeld (2. Amtszeit) | 20. Januar 2001– 18. Dezember 2006     | George W. Bush                     |
| 22      |      | Robert Gates                  | 18. Dezember 2006– 1. Juli 2011        | George W. Bush, Barack Obama       |
| 23      |      | Leon Panetta                  | 1. Juli 2011– 26. Februar 2013         | Barack Obama                       |
| 24      |      | Chuck Hagel                   | 27. Februar 2013– 12. Februar 2015     | Barack Obama                       |
| 25      |      | Ashton Carter                 | 12. Februar 2015– 20. Januar 2017      | Barack Obama                       |
| 26      |      | James N. Mattis               | 20. Januar 2017– 31. Dezember 2018     | Donald Trump                       |
| interim |      | Patrick M. Shanahan           | 1. Januar 2019– 23. Juni 2019          | Donald Trump                       |
| interim |      | Mark Esper                    | 24. Juni 2019– 15. Juli 2019           | Donald Trump                       |
| interim |      | Richard V. Spencer            | 15. Juli 2019– 23. Juli 2019           | Donald Trump                       |
| 27      |      | Mark Esper                    | 23. Juli 2019– 9. November 2020        | Donald Trump                       |
| interim |      | Christopher C. Miller         | 9. November 2020– 20. Januar 2021      | Donald Trump                       |
| interim |      | David Norquist                | 20. Januar 2021– 22. Januar 2021       | Joe Biden                          |
| 28      |      | Lloyd Austin                  | 22. Januar 2021– 20. Januar 2025       | Joe Biden                          |
| interim |      | Robert G. Salesses            | 20. Januar 2025 – 24. Januar 2025      | Donald Trump                       |
| 29      |      | Pete Hegseth                  | Seit 24. Januar 2025                   | Donald Trump                       |